# Alsópatakvölgy
Alsópatakvölgy vagy Alsódubovec (ukránul: Нижній Дубовець) falu Ukrajnában, Kárpátalján, a Técsői járásban.

## Fekvése
Técsőtől északkeletre fekvő település.

## Nevének eredete
A Dubovec helységnév ruszin víznévből keletkezett névátvitellel (1864: Nižni Dubovec patak).

## Története
Nevét 1898-ban Alsó-Dombó néven említették (hnt.). Későbbi névváltozatai: 1907-ben és 1913-ban és 1918-ban Alsópatakvölgy (hnt.), 1944-ben Alsódubovec, Нижній Дубовець (hnt.), 1983-ban Нижній Дубовець, Нижний Дубовец.
A falu az Alsó (Nizsnyi) Dubovec patak mellett jött létre a 19. század végén. Mai Alsópatakvölgy nevét 1904-ben, a helységnévrendezés során kapta.